# Dicranomyia porteri
Dicranomyia porteri är en tvåvingeart som beskrevs av Alexander 1919. Dicranomyia porteri ingår i släktet Dicranomyia och familjen småharkrankar. Inga underarter finns listade i Catalogue of Life.